# Gérard Asselin
Pour les articles homonymes, voir Asselin.
Gérard Asselin (né le 19 avril 1950 à Sainte-Flavie, mort le 9 février 2013  à Québec) est un homme politique québécois. Il est député de la circonscription fédérale de Charlevoix de 1993 à 2004 et de celle de Manicouagan de 2004 à 2011 à la Chambre des communes du Canada, sous l'étiquette du Bloc québécois.